# Anti-Nelson Rodrigues
Anti-Nelson Rodrigues es una obra teatral brasileña, escrita por Nelson Rodrigues en 1973 y llevada a los escenarios por primera vez en 1974, bajo la dirección de Paulo César Pereio. Fue su penúltima obra, menos polémica y desafiante que las anteriores, impregnada con un humor permanente, que compensa así el dramatismo del texto.
Fue escrita por Nelson Rodrigues tras insistentes peticiones de la actriz Neila Tavares, que le pedía un original. El dramaturgo estaba descontento con su público, con los periódicos y con el poco reconocimiento que venía recibiendo. Además, por primera vez en su vida, gozaba de estabilidad económica: se acababa de comprar un apartamento en la avenida Atlântica, frente al mar, en Leme. Por todos esos motivos, se negaba a hacer teatro político, y no tenía interés en retratar en sus obras el momento que lo Brasil atravesaba. Sin embargo, tras ocho años de silencio, volvió a estar en activo con una historia optimista sobre el amor eterno.
A pesar del título, la obra no contradice en nada la obra de Nelson Rodrigues. La temática y el lenguaje tienen el mismo estilo de las quince anteriores. Aparecen en ella figuras y personajes ya típicos del dramaturgo, como la madre que idolatra el hijo, el padre que reniega del hijo, la empleada doméstica estereotipada, la fuerza del dinero, etc. 

## Sinopsis
La obra narra la historia de Oswaldinho, hijo de Tereza y Gastão, un joven mimado por la madre y despreciado por el padre. Sin escrúpulos, ladrón y mujeriego, se convierte en dueño de una de las fábricas de su padre y se enamora de una empleada recién contratada, la joven e incorruptible Joice. Acostumbrado a tener todo lo que quiere, Oswaldinho intenta comprar a Joice, que espera por un amor desde niña y no se deja llevar por el dinero.